# La Pièce manquante
Pour plus de détails, voir Fiche technique et Distribution.
La Pièce manquante est un premier film français, coécrit et réalisé par Nicolas Birkenstock, sorti le 19 mars 2014.

## Synopsis
Un matin, Paula (Lola Dueñas) disparaît, abandonnant André, son mari (Philippe Torreton), et leurs deux enfants, Violette (Armande Boulanger) et Pierre.
Dépassé par la situation, André tente de dissimuler la disparition de Paula à son entourage, contraignant ses propres enfants au silence.
Le temps d'un été, chacun d'eux va affronter à sa manière la douleur de l'absence, et partir en quête d'un nouvel apaisement.

## Fiche technique
- Réalisation : Nicolas Birkenstock
- Scénario : Nicolas Birkenstock, Carl Lionnet, Philippe Lasry (collaboration)
- Photographie : Pascale Marin
- Montage : Floriane Allier
- Son : Antoine Corbin, Benjamin Jaussaud, Guillaume Limberger
- Décors : Wouter Zoon
- Costumes : Elisa Ingrassia
- Musique : Thomas Roussel
- Production : Juliette Sol, Stromboli Films, Cinémage 5
- Distribution France : Premium Films[1]
- Ventes Internationales : SND[2]
- Date de sortie : 19 mars 2014
- Durée : 80 min
- Pays :  France
- Langue originale : français
- Genre : comédie dramatique

## Distribution
- Philippe Torreton : André
- Armande Boulanger : Violette, la fille d'André et Paula
- Lola Dueñas : Paula, la femme argentine d'André
- Elie-Lucas Moussoko : Pierre, le fils adoptif d'André et Paula
- Geneviève Mnich : Armande
- Marc Citti : Gilbert, le détective privé
- Romane Garres : Claire, l'amie de Violette au trampoline
- Jules Sadoughi : Thibault, le garçon au trampoline
- Rodolfo de Souza : Emilio
- Zobeida : Mamichèle
- Benjamin Baroche : François
- Sylvie Jobert : l'officier de Gendarmerie
- Thérèse Roussel : Madame Robiquet
- Lisette Garcia Grau : Adelma

## Distinctions
- Chistera du Jury Jeunes au 18e Festival international des jeunes réalisateurs de Saint-Jean-de-Luz doté d'une bourse d'écriture par le Fonds de dotation Porosus[3].